# Heller Tag
Heller Tag oder Zauber früher Jahre ist ein Roman des englischen Schriftstellers John Boynton Priestley. Das Original erschien 1946 unter dem Titel Bright Day.

## Handlung
Der etwa fünfzigjährige englische Drehbuchautor Gregory Dawson, trotz großen Erfolgs in Hollywood 1940 in seine Heimat zurückgekehrt, sucht die Einsamkeit eines Landhotels in Cornwall, um ein Drehbuch fertigzustellen. Nebenbei denkt er über seinen weiteren Lebensweg nach. Überraschend trifft er unter den Hotelgästen auf ein älteres Ehepaar, das er in einer kurzen Episode seiner Jugendzeit als Ehepaar Nixon gekannt hat. Die Erinnerung an diese zwei prägenden Jahre kommt nach und nach in solcher Detailfülle in seine Erinnerung, dass er die längst vergangene Zeit nochmals durchlebt. 
Die fragliche Phase seines Lebens spielt in den Jahren 1912–1914 in der fiktiven nordenglischen Stadt Bruddersford (gebildet aus den Namen Bradford und Huddersfield). Dem etwa zwanzigjährigen verwaisten Gregory Dawson, der in Bruddersford bei Verwandten wohnt, aber kaum soziale Kontakt hat, fällt in der Stadt oft eine Gruppe von fröhlichen Menschen auf, die er für eine Familie hält und zu deren Freunden er gern gehören würde. Das erscheint ihm aber unerreichbar. Als er schließlich eine Lehrstelle im Rohwollehandel annimmt, stellt er erstaunt fest, dass der Leiter dieser Filiale, John Alington, der Vater jener Familie ist. Alington verhält sich dem scheuen, aber begabten Gregory gegenüber sehr freundlich und ermutigend, und Gregorys Traum wird wahr: Er wächst in den Freundeskreis der Familie Alington hinein, mit der ihn vor allem die Liebe zur Musik verbindet, und erlebt viel Gutes und Prägendes mit ihnen und ihren Freunden.
Leider ist das Glück von kurzer Dauer. Die Nixons, die Dawson später in jenem Hotel wiedersehen wird, erscheinen, um Alingtons Geschäftsführung zu überprüfen, und drängen sich auch rücksichtslos in sein Privatleben. Innerhalb der vormals harmonischen Familie Alington entwickeln sich Eifersüchteleien und Rivalitäten, die im vermeintlichen Unfalltod der Tochter Eva gipfeln. Die Familie bricht auseinander, John Alington verliert seine Stellung und seine Gesundheit. Der aufkommende Krieg zerstört schließlich den Rest der schönen Zeit. 
Nach Fertigstellung seines Drehbuchs merkt Gregory Dawson, dass das erneute Durchleben dieser Zeit Auswirkungen auf seine Gegenwart hat. Er schlägt ein sehr gutes Angebot, nach Hollywood zurückzukehren, aus und widmet sein Leben künftig der Förderung einer Gruppe junger idealistischer Filmemacher in London.

## Ausgaben
- Zauber früher Jahre. Übersetzt von Marinette Chenaud, Franz Ehrenwirth Verlag München 1980
- Heller Tag. Übersetzt von Marinette Chenaud, Hallwag-Verlag Bern